# أورلاندو ألفاريز (محامي)
أورلاندو ألفاريز (بالإسبانية: Orlando Álvarez)‏ هو قاضي ومحامي تشيلي، ولد في 3 يناير 1935 في اوفايي في تشيلي، وتوفي في 8 ديسمبر 2013.